# Луїс Іссета
Луїс Марія Іссета (ісп. Luis Maria "Lucas" Izzeta) — аргентинський футболіст, що грав на позиції нападника, зокрема, за клуб «Дефенсорес де Бельграно», а також національну збірну Аргентини.

## Клубна кар'єра
У футболі дебютував 1930 року виступами за команду «Дефенсорес де Бельграно», кольори якої захищав протягом шести років. 

## Виступи за збірну
Був присутній в заявці збірної Аргентини на чемпіонаті світу 1934 року в Італії, але на поле не виходив.